# Бедрин Іван Антонович
Іван Антонович Бедрин (1904-?) - український кобзар-бандурист.
Народився у м. Ромен. Учасник Республіканської наради кобзарів і лірників, скликаної інститутом фольклору АН УРСР в 1939 р. Сам майстрував бандури. Учень Євгена Адамцевича, з яким час від часу виступав.
За спогадами доньки Адамцевича Тетяни Бобрикової був невисокого зросту, з хвилястим волоссям, гарним голосом.
Був репресований. Помер в Ярославській області.